# Kocanda (Vlkaneč)
Kocanda (deutsch  Kozanda) ist eine Ansiedlung der Gemeinde Vlkaneč im Okres Kutná Hora in Tschechien. Sie liegt neun Kilometer südlich von Čáslav.

## Geographie
Kocanda befindet sich am Oberlauf des Baches Hluboký potok in der Böhmisch-Mährischen Höhe. Am nordöstlichen Ortsrand liegt der Teich Kocandský rybník (Kozander Teich).
Nachbarorte sind Schořov, Tupadly und Adamov im Norden, Přibyslavice im Nordosten, Podmoky im Osten, Kozohlody im Südosten, Vlkaneč und Klucké Chvalovice im Süden, Chvalovický Mlýn, Zbýšov und Opatovice im Südwesten, Šebestěnice im Westen sowie Březí und Zbudovice im Nordwesten.

## Geschichte
Über die Hochebene führte im 16. Jahrhundert ein Handelsweg, der von Ledeč nad Sázavou über Přibyslavice, Bratčice und Zehuby nach Přelouč führte, und sich in Vystrkov bei Bratčice mit dem Haberner Steig kreuzte. An diesem, abschnittweise als „Časlauer Weg“ (Čáslavská cesta) bezeichneten Steig entstand eine einschichtige Ausspanne, die nach ihrer abgelegenen Lage den Namen „Kocanda“ erhielt.
Zum Ende des 18. Jahrhunderts gehörte die Ausspanne der Familie Holman, ab 1817 einem Herrn Plotzar, danach der Familie Kratochvíl und ab 1839 Matěj Horák. Die Besitzer der Allodialherrschaft Žleb bewilligten in diesem Zeitraum die Errichtung einiger Chaluppen neben der Ausspanne. Im Jahre 1840 bestand die zum Rustikaldorf Přibislawitz inskribierte Einschicht Kozanda aus fünf Häusern, darunter das dominikale Wirtshaus und eine Pottaschensiederei. Der Kozander Teich war einer der 18 herrschaftlichen Fischteiche und wurde als Streckteich genutzt.
Nach der Aufhebung der Patrimonialherrschaften bildete Kocanda eine Ansiedlung der Gemeinde Přibyslavice im Gerichtsbezirk Časlau, Caslaver Kreis. Ab 1868 gehörte der Ort zum Bezirk Časlau.
Der zunehmende Straßenverkehr brachte dem Wirtshaus lange Zeit einen soliden Umsatz. Die letzten Wirtsleute waren ab 1922 die Familie Schovanec. Mit dem Ausbau eines neuen Straßennetzes für den Autoverkehr verlor die über Kocanda führende Straße in der Zwischenkriegszeit jegliche Bedeutung, mit dem Wegfall des Durchgangsverkehrs verlor die Gaststätte ihre Existenzgrundlage und wurde zu einem Wohnhaus umgebaut.
Im Zuge der Gebietsreform von 1960 wurde der Okres Čáslav aufgehoben; Kocanda wurde zusammen mit Přibyslavice nach Vlkaneč eingemeindet und dem Okres Kutná Hora zugeordnet. Zu Beginn des Jahres 2015 bestand Kocanda aus sieben Häusern und hatte vier Einwohner. Die meisten der Häuser werden als Ferienhäuser genutzt. Die frühere Ausspanne ist heute das Wohnhaus Nr. 26.

## Ortsgliederung
Kocanda gehört zum Ortsteil Přibyslavice und ist Teil des Katastralbezirkes Přibyslavice u Vlkanče.